# Antonio Evangelista
Antonio Evangelista (Sora, 1945. október 2. –) kanadai nemzetközi labdarúgó-játékvezető. Alkalmazott neve Anthony (Tony) Evangelista. Polgári foglalkozása sportvezető.

## Pályafutása
Játékvezetésből 1968-ban Torontóban vizsgázott. A Toronto Soccer Association által üzemeltetett bajnokságokban kezdte szolgálatát. A Canada Soccer Játékvezető Bizottságának (JB) minősítésével lett az MLS (Major League Soccer) játékvezető. Küldési gyakorlat szerint rendszeres partbírói szolgálatot is végzett. Évekig Kanada egyik legjobb játékvezetője. A nemzeti játékvezetéstől 1989-ben visszavonult.
A Kanadai labdarúgó-szövetség JB terjesztette fel nemzetközi játékvezetőnek, a Nemzetközi Labdarúgó-szövetség (FIFA) 1977-től tartotta nyilván bírói keretében. A FIFA JB központi nyelvei közül az angolt beszéli. Több nemzetek közötti válogatott (Labdarúgó-világbajnokság, Olimpiai játékok), valamint  klubmérkőzést vezetett, vagy működő társának partbíróként segített. A  nemzetközi játékvezetéstől 1988-ban búcsúzott.Európai labdarúgó-válogatottaknak több mérkőzést vezetett, 3 (1983. június 19.– 1988. május 23.) találkozóval tartják nyilván.
Az 1987-es U16-os labdarúgó-világbajnokságon a FIFA JB bíróként foglalkoztatta.
| Időpont          | Helyszín                                    | Mérkőzés típusa              | Mérkőzés                                     | Eredmény | Nézők száma |
| ---------------- | ------------------------------------------- | ---------------------------- | -------------------------------------------- | -------- | ----------- |
| 1987. július 12. | Complexe sportif Claude-Robillard, Montréal | csoportmérkőzés (C. csoport) | Szaúd-Arábia–Ausztrália                      | 0 – 1    | 5400        |
| 1987. július 19. | Complexe sportif Claude-Robillard, Montréal | egyik negyeddöntő            | Ausztrál U17-es labdarúgó-válogatott–Nigéria | 0 – 1    | 5200        |
| 1987. július 24. | Canada Games Stadium, Saint John            | bronzmérkőzés                | Olaszország–Elefántcsontpart                 | 1 – 2    | 1000        |

Az 1985-ös U20-as labdarúgó-világbajnokságon a FIFA JB játékvezetőként foglalkoztatta.
| Időpont             | Helyszín                           | Mérkőzés típusa              | Mérkőzés                   | Eredmény | Nézők száma |
| ------------------- | ---------------------------------- | ---------------------------- | -------------------------- | -------- | ----------- |
| 1985. augusztus 24. | Borisz Paicsadze Stadion, Tbiliszi | csoportmérkőzés (B. csoport) | Szaúd-Arábia–Spanyolország | 0 – 0    | 25 000      |

Az 1982-es labdarúgó-világbajnokságon, az  1986-os labdarúgó-világbajnokságon, valamint az  1990-es labdarúgó-világbajnokságon a FIFA JB játékvezetőként alkalmazta. Selejtező mérkőzéseket a CONCACAF zónában irányított. 
| Időpont            | Helyszín                                       | Mérkőzés típusa                        | Mérkőzés                                                                 | Eredmény | Nézők száma |
| ------------------ | ---------------------------------------------- | -------------------------------------- | ------------------------------------------------------------------------ | -------- | ----------- |
| 1980. november 30. | Városi Stadion, Tegucigalpa                    | (1982 vb) előselejtező (központi zóna) | Honduras–Salvador                                                        | 2 – 0    |             |
| 1985. március 14.  | Városi Stadion, Tegucigalpa                    | (1986 vb) előselejtező (1. csoport)    | Hondurasi labdarúgó-válogatott–Salvadori labdarúgó-válogatott            | 3 – 1    |             |
| 1988. november 13. | Városi Stadion, Tegucigalpa                    | (1990 vb) előselejtező (központi zóna) | Hondurasi labdarúgó-válogatott–Trinidad és Tobago                        | 1 – 1    |             |
| 1989. március 19.  | Estadio Doroteo Guamuch Flores, Guatemalaváros | (1990 vb) előselejtező (döntő csoport) | Guatemala–Costa Rica                                                     | 1 – 0    |             |
| 1989. június 30.   | Hasely Crawford Stadium, Port of Spain         | (1990 vb) előselejtező (döntő csoport) | Trinidad és Tobagó-i labdarúgó-válogatott–Salvadori labdarúgó-válogatott | 2 – 0    |             |

Az 1984. évi nyári olimpiai játékok labdarúgó tornájának végső szakaszát, ahol a FIFA JB bírói szolgálatra alkalmazta. Ha nem vezetett mérkőzést, akkor működő társának partbíróként segített. A kor elvárása szerint az egyes számú partbíró játékvezetői sérülésnél átvette a mérkőzés vezetését. Partbíróként egy mérkőzésre egyes, kettő esetben 2. pozícióban kapott küldést.
| Időpont          | Helyszín                    | Mérkőzés típusa              | Mérkőzés     | Eredmény | Nézők száma |
| ---------------- | --------------------------- | ---------------------------- | ------------ | -------- | ----------- |
| 1984. július 30. | Stanford Stadion, Palo Alto | csoportmérkőzés (C. csoport) | NSZK–Marokkó | 2 – 0    | 23 228      |

A visszavonulását követően a Toronto Soccer Association elnöke lett. 2003-ban a Canadian Soccer Hall of Fame falán elhelyezték emléktábláját.